# Benthoscolex coecus
Benthoscolex coecus är en ringmaskart som beskrevs av Horst 1912. Benthoscolex coecus ingår i släktet Benthoscolex och familjen Amphinomidae. Inga underarter finns listade i Catalogue of Life.